# Горбаль, Николай Андреевич
Николай Андреевич Горбаль (укр. Мико́ла Андрі́йович Го́рбаль, род. 10 сентября 1940 года, Воливець, Дистрикт Краков, Генерал-губернаторство, Третий Рейх) — советский и украинский поэт, политик, общественный деятель.

## Семья
Лемок по происхождению. Родился в крестьянской семье. 1945 г. семья была принудительно выселена из ПНР в СССР — сначала на Харьковщину, впоследствии переехали на Тернопольщину — с. Летяче (ныне Литячи) Залещицкого района.

## Образование
В 1963 году окончил Чертковское музыкально-педагогическое училище.
В 1968—1969 учился на музыкально-педагогическом факультете Каменец-Подольского педагогического института. В 1969 году перевелся на заочное отделение Ивано-Франковского педагогического института.

## Карьера
С сентября 1963 года работал учителем музыки в г. Борщев Тернопольской области. От 1970 г. — учитель эстетики Борщевского техникума механизации, руководил молодёжным ансамблем.
В 1992—1993 гг. возглавлял редакцию информационных программ студии «Укртелефильм».

## Общественно-политическая деятельность
От сентября 1988 года — секретарь Исполкома Украинского Хельсинкского Союза.
В 1990—1994 — председатель Киевской организации Украинской Республиканской партии (УРП).
В 1990—1994 — депутат Киевского горсовета.
4 марта 1994 г. избран народным депутатом Украины. Работал в Комитете культуры и духовности, был председателем депутатской группы УРП, входил во фракции «Державність», «Конституційний центр», «Народний Рух України».
Член-основатель Республиканской Христианской партии (РХП), на её Учредительном съезде 1 мая 1997 г. избран первым заместителем председателя. От 30 мая 1998 г. — член Центрального Провода РХП.
Член Международного ПЕН-клуба с 1986 г.
1999 г. с целью поддержки нетрадиционного искусства и помощи непрофессиональным художникам-инвалидам и популяризации их искусства создал Благотворительный фонд «Галерея Богдана» (в честь покойного брата Богдана Горбаля).

## Творчество

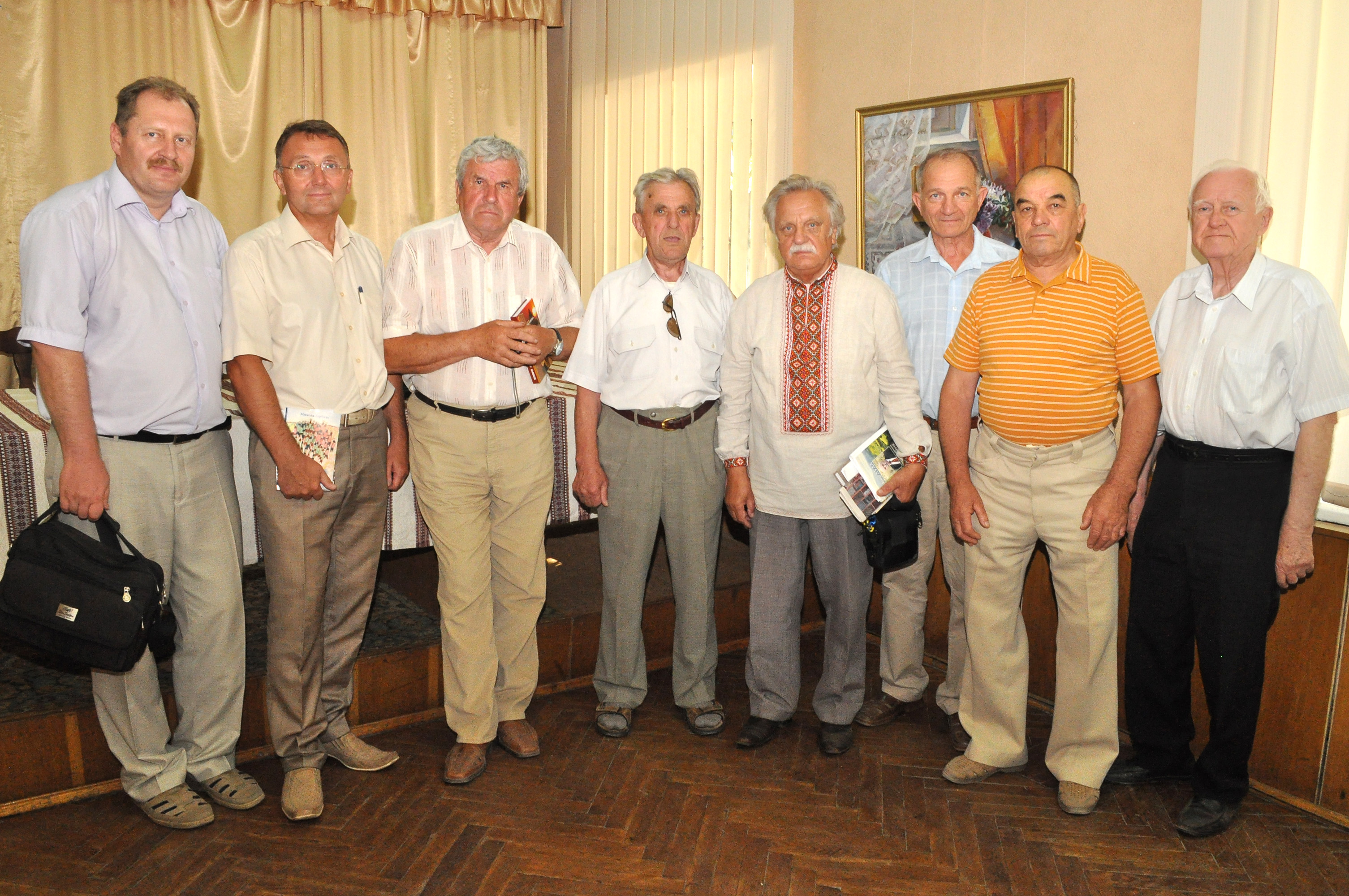
Николай Горбаль (пятый слева) на презентации книги «Повернення» в Тернопольском краеведческом музее

- Збірка «Деталі піщаного годинника» (видавництво «Сучасність», 1983).
- Горбаль М. Придорожня капличка: [Поезія] // Кафедра.— 1989.— № 8. — С.52-58.
- Горбаль М. Деталі піщаного годинника // Дніпро. — 1992. — № 1.— С. 81—82.
- Горбаль М. [Вірші] // З облоги ночі: Зб. невільничої поезії України 30-80р.р. — К., 1993. — С. 112—122.
- Горбаль М. 1 із 60 [Текст] : спогади на тлі ювілейного року / М. Горбаль; худож. Б.;Борбаль ;— 2 вид.;— К.: [б.в.], 2001.— 400 с.: іл.
- Горбаль М. Повернення. — Харків: «Права людини», 2015

## Награды и знаки отличия
- Орден Свободы (18 ноября 2009) — за выдающийся личный вклад в отстаивание национальной идеи, становление и развитие Украинского независимого государства и активную политическую и общественную деятельность.
- Орден «За мужество» I ст. (8 ноября 2006) — за гражданское мужество, самоотверженность в борьбе за утверждение идеалов свободы и демократии и по случаю 30-й годовщины создания Украинской Общественной Группы содействия выполнению Хельсинкских соглашений.
- Орден «За заслуги» III ст. (26 ноября 2005) — за весомый личный вклад в национальное и государственное возрождение Украины, самоотверженность в борьбе за утверждение идеалов свободы и независимости, активную общественную деятельность.
- Лауреат Премии имени Василия Стуса (1992)